# جبل الجوهري (أسلم)

تعديل مصدري - تعديل

جبل الجوهري هي إحدى قرى عزلة أسلم الشام بمديرية أسلم التابعة لمحافظة حجة، بلغ تعداد سكانها 114 نسمة حسب تعداد اليمن لعام 2004.